# Загрязнение грунтов

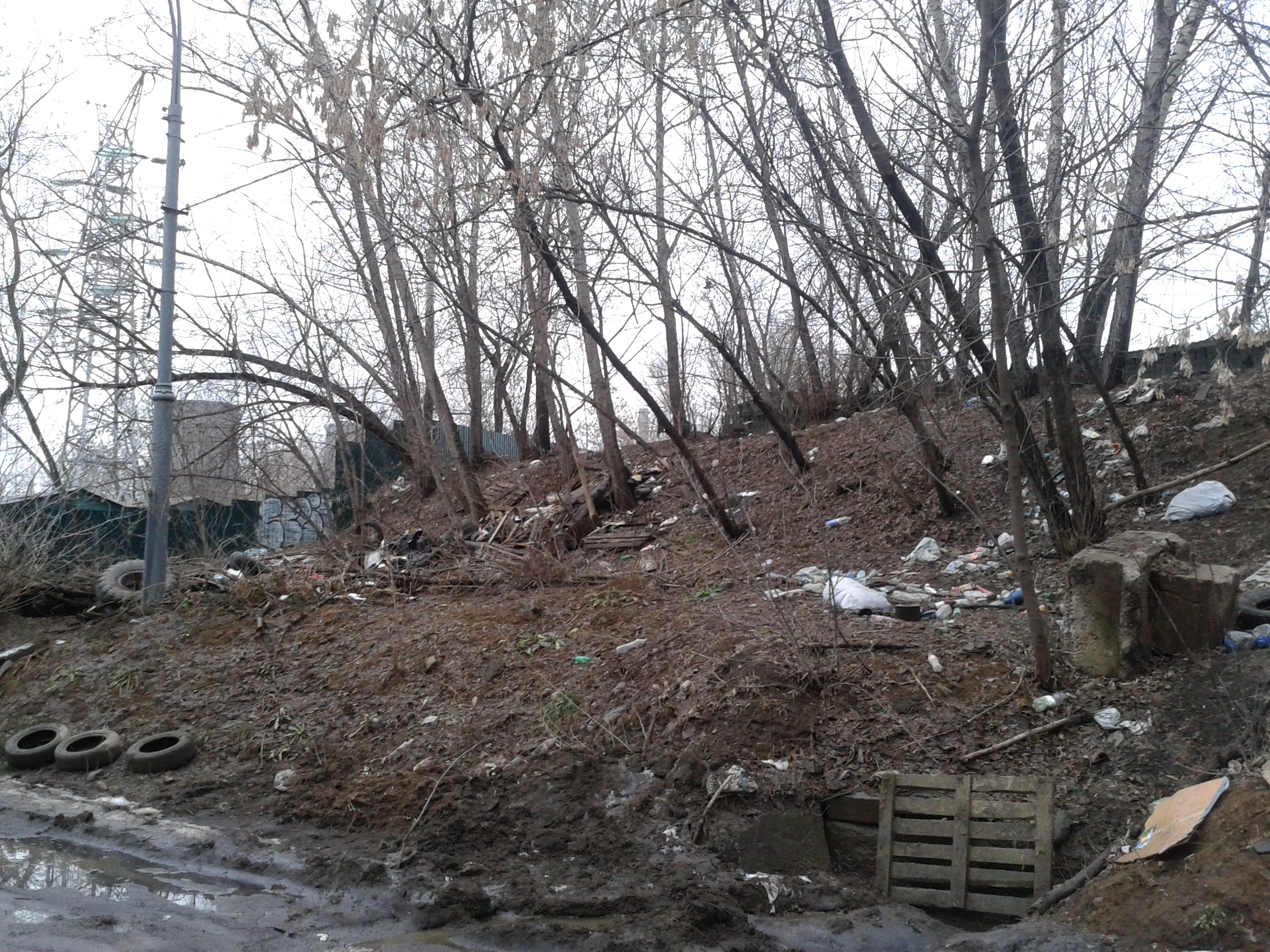
Пример загрязнения грунтов, Москва

Загрязнение грунтов — привнесение в грунты или возникновение в них новых, как правило, не характерных для них компонентов-загрязнителей (твердых, жидких, газообразных, биотических или комплексных), оказывающих вредное воздействие (прямое или косвенное) на экосистемы, включая и социальные (человека).
Иногда термин «загрязнение» используют в широком смысле, понимая под этим привнесение в среду не только перечисленных выше вредных компонентов, но также различных физических полей (теплового, электромагнитного и др.) и информационных агентов. Важное значение имеет обсуждение вопроса о том, что считать «вредным» компонентом. На этот счет имеется также две точки зрения. Согласно первой из них вредное воздействие на экосистемы может быть вызвано любым компонентом (агентом), в том числе самым «чистым» (например, «лишняя» по отношению к природной норме вода в экосистеме суши — загрязнитель). Согласно второй точке зрения вредное воздействие на экосистемы оказывается только такими компонентами (агентами), которые обладают той или иной токсичностью по отношению к биоте.
Процесс загрязнения грунтов может быть естественным, природным (например, загрязнение почв и горных пород вредными токсичными компонентами при извержении вулкана) или искусственным (техногенным, антропогенным). Наибольшие экологические проблемы связаны именно с техногенными загрязнениями.
Для очистки грунтов от загрязнений применяют комплекс мероприятий, направленных на удаление, локализацию или разрушение загрязняющих компонентов грунтов с целью их экологической реабилитации (восстановления)

## Техногенное загрязнение грунтов
Техногенными загрязнителями (или загрязняющими веществами) называются несвойственные окружающей природной среде посторонние химические продукты техногенного происхождения, поступающие в природную среду в таких концентрациях, которые вызывают вредное токсическое воздействие на экосистемы, живые организмы и особенно на человека. При этом вредное воздействие может иметь острый или хронический характер, проявляться как непосредственно, так и после накопления этих веществ до критических доз или их превращений, а также в результате синергетических процессов (взаимного влияния и усиления).

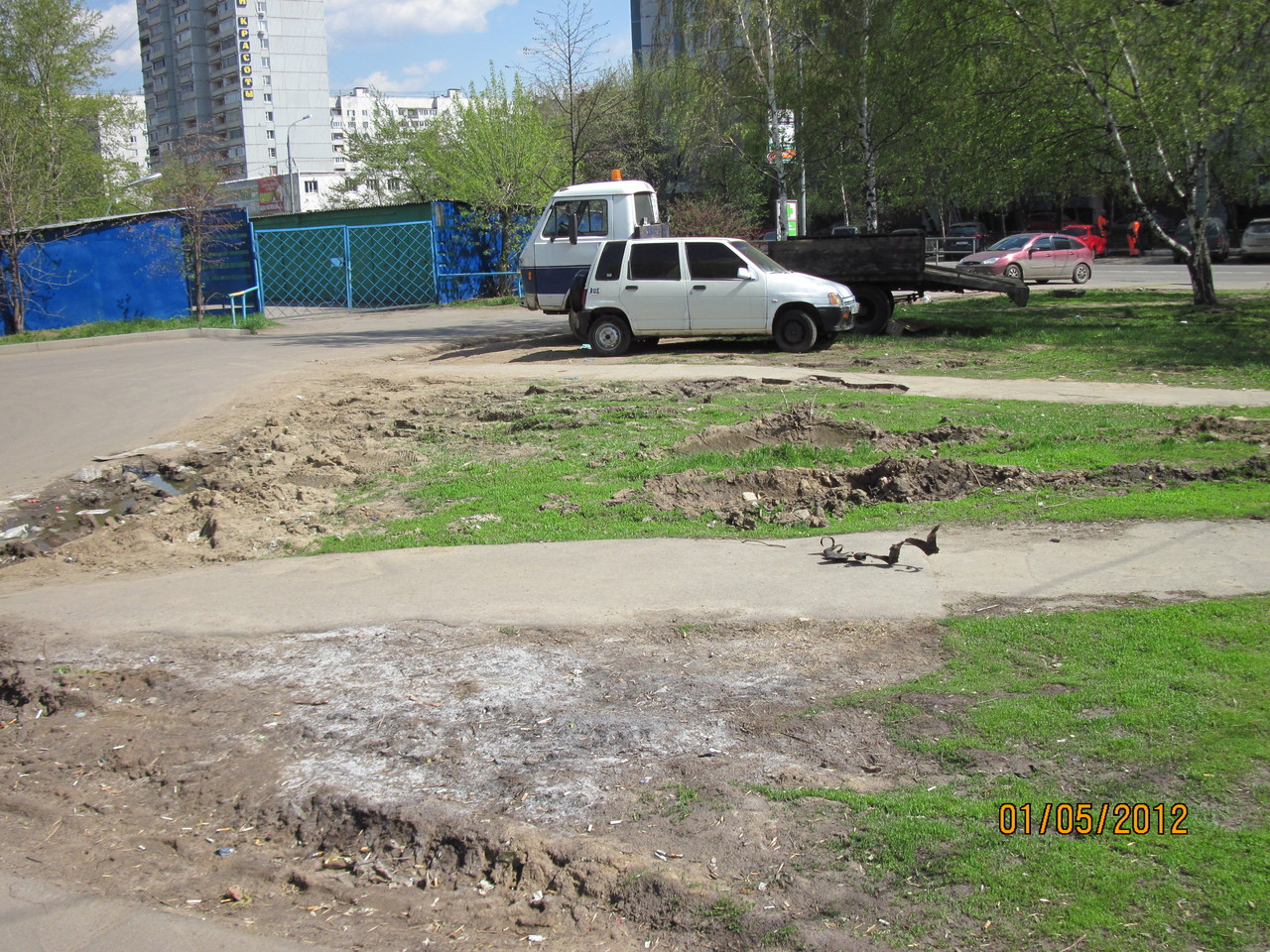
Пример химического загрязнения грунтов. Москва

Для основных химических загрязнителей почв и горных пород выделены классы опасности, по которым можно судить о вредности этих веществ для биоты. Список опасных веществ — загрязнителей грунтов весьма широк.

## Систематика техногенных загрязнителей
В самом общем случае загрязнители грунтов подразделяют на классы: 1) неорганических загрязнителей; 2) органических загрязнителей; 3) радиоактивных загрязнителей; 4) биологических загрязнителей.
К неорганическим загрязнителям относятся:
- тяжелые металлы;
- минеральные соли и вещества (удобрения, цианиды, асбест, противогололёдные реагенты и др.);
- неорганические кислоты (хромовые кислоты и др.)
- токсичные щелочи и др.

К органическим загрязнителям относятся:
- низкомолекулярные органические соединения (хлорорганические пестициды (ХОП), гербициды, инсектициды, фунгициды, ароматические амины);
- ПАУ (полициклические ароматические углеводороды, флуорантен, пирен, нафталин и др.);
- ХОС (хлорорганические соединения);
- фенолы;
- нефть и нефтепродукты (нефтяные шламы, мазут, керосин, бензин, различные растворители;
- красители (краски, лаки, родственные продукты);
- органические кислоты и др.

К радиоактивным загрязнителям относятся жидкие, твердые и газообразные вещества, обладающие радиоактивностью.
К биологическим загрязнителям относятся вредные патогенные микроорганизмы, бактерии, водоросли и т. п.

## Загрязнение почв
Загрязнение почв  — вид антропогенной деградации почв, при которой содержание химических веществ в почвах, подверженных антропогенному воздействию, превышает природный региональный фоновый уровень их содержания в почвах.
Основной критерий загрязнения окружающей среды различными веществами — проявление признаков вредного действия этих веществ в окружающей среде на отдельные виды живых организмов, так как устойчивость отдельных видов последних к химическому воздействию существенно различается. Экологическую опасность представляет то, что в окружающей человека природной среде по сравнению с природными уровнями превышено содержание определенных химических веществ за счет их поступления из антропогенных источников. Эта опасность может реализоваться не только для самых чувствительных видов живых организмов.
Загрязняющие вещества (загрязнители) — это вещества антропогенного происхождения, поступающие в окружающую среду в количествах, превышающих природный уровень их поступления.
Законодательство Российской Федерации предусматривает ответственность за загрязнение почв по статье 254 уголовного кодекса («порча земли»).